# Doo-wop
Doo-wop é um estilo de música vocal baseado no rhythm and blues. Surgiu inicialmente na comunidade negra norte-americana, na década de 1930, e tornou-se popular nos Estados Unidos durante as década de 40 e 50.
O estilo é caracterizado por um backing vocal harmonioso e suave, com coros que muitas vezes os cantores faziam com a boca, imitando os próprios instrumentos musicais e que, frequentemente, repete onomatopeias.
Nos grupos vocais, cada cantor executava uma parte diferente da canção. Como não tinham dinheiro para comprar instrumentos musicais, a maior parte dos grupos desse estilo começou cantando o estilo a cappella, ou seja, a "parte cantada" de cada canção.
O doo-wop entrou em declínio na segunda metade dos anos 1950, com a ascensão de novos estilos de rock and roll - especialmente da Invasão Britânica. Contudo, grupos brancos como Beach Boys, influenciados pelo jazz-vocal (The Four Freshmen, entre outros) e doo wop, mantiveram o estilo com bastante sucesso nos anos de 1960, modernizando-o com a surf music vocal e, pouco depois, com o pop sofisticado e a música psicodélica, com vocais cada vez mais trabalhados e complexos.
O doo-wop foi de grande importância na construção da soul music, sobretudo na gravadora Motown.
No Brasil, o estilo foi representado por grupos como Golden Boys (Jovem Guarda) e João Penca e seus Miquinhos Amestrados (Anos 80)

## Origem do nome
No começo e durante o seu auge, este estilo da música não teve um nome específico. O termo "doo-wop" não foi usado.
O termo que melhor representava o estilo era "vocal group harmony", o que, contudo, não era uma designação oficial, apesar do fato de ter dominado as paradas no final dos anos de 40 e no começo dos anos de 50.
A designação "doo-wop" apareceu em 1961, no jornal Chicago Defender, quando fãs inventaram o termo durante uma ressurgência vocal de harmonia, e terminou em 1964, trazendo oportunidade para os Beatles. Depois disto, algumas lojas interessadas em vender o velho "doo-wop", categorizaram-no com o termo "old town music".
Há confusão sobre qual teria sido a primeira canção a receber a designação de "doo-wop", mas aceita-se como marco o ano de 1955, quando foi lançada a música "When You Dance", do The Turbans, que possui em seu refrão as palavras doo-wop. Há outras bandas, contudo, que podem ser consideradas precursoras neste estilo. é usado como cantores famosos

## Origens estilísticas
De acordo com algumas autoridades no assunto, a mais antiga canção a utilizar o estilo doo-wop é a música "My Prayer", do Ink Spots de 1939. O doo-wop teve suas raízes nos anos 30 e na música dos anos 40, e evoluiu dos grupos que cantavam o gospel nas igrejas e em áreas urbanas. Foi no gospel que o doo wop começou de verdade. Entretanto, influências de blues foram adicionadas, dando à música sua própria identidade. Os membros de igrejas que cantavam gospel geralmente cantavam poemas líricos cujos temas eram amor ou relacionamento. Estes grupos de esquinas de rua compunham-se, geralmente, de três a seis membros, e a música consistia de três, quatro, ou cinco porções de harmonias (havia exceções). Aquela era a chave do som doo-wop - a  presença pesada de harmonias com alma. Eles não usavam instrumentos, mas a voz, no estilo a capela.

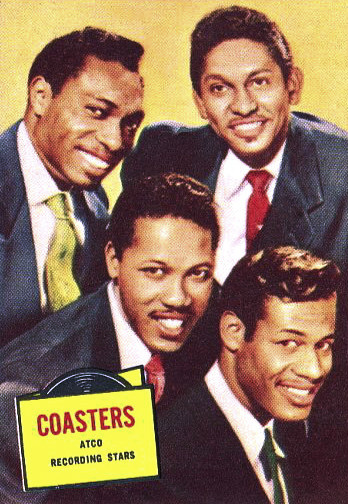
The Coasters em 1957

Alguns dos intérpretes, ao cantar, imitavam instrumentos, de onde o nome do estilo é derivado. O nome foi estendido mais tarde à harmonia do grupo. Um exemplo é "Count Every Star", do The Ravens em 1950, que inclui os vocais que imitam o "doomph" - arranque de um contrabaixo. Este estilo vocal criou um molde para  grupos posteriores. Entre os grupos vocais mais populares estavam o The Ink Spots e o Mills Brothers. Mais tarde, o The Orioles, ajudando a desenvolver o som do doo-wop com suas músicas "It's Too Soon to Know" de 1948 e "Crying in the Chapel" de 1953. O doo-wop chegou ao gosto popular em 1951,com músicas de R&B, como "My Reverie", do The Larks, "Where Are You?", do The Mello-Moods, "Glory of Love", do The Five Keys, "Shouldn't I Know" do The Cardinals, "I Will Wait" do The Four Buddies, e "Will You Be Mine", do The Swallows. Outros grupos importantes foram The Marcels, The Coasters, The Drifters, The Moonglows, Clovers, Little Anthony and The Imperials, The "5" Royales, The Flamingos, The Dells, The Cadillacs, The Midnighters, e The Platters.
Geralmente, instrumentos eram incluídos na versão gravada. No doo-wop dos anos 40, há forte influência do gospel. Tanto que muitas canções do estilo doo-wop podem ser confundidas com música evangélica (com a influência de blues). Grande parte das canções doo-wop desta época eram músicas lentas. Algumas destas doo-wop não tinham coro de repetição e harmonias. Nos anos 50, quase todas as canções doo-wop utilizavam a mesma fórmula. Muitas canções caíram do gosto popular, como "You've Been Away", de The Swallows, e "The Glory of Love", do The Five Keys, ambas de 1951. Em 1953, o doo-wop era mais  popular em Cleveland, Ohio, onde o DJ Alan Freed começou a introduzir grupos negros em plateias brancas, tais como: The Spaniels, The Coronets, The Moonglows e The Flamingos, cuja canção "Golden Teardrops" é um clássico do gênero.
Em 1954, os grupos de doo-wop tiveram um papel significante na era do rock and roll com duas grandes músicas,"Gee" do The Crows e "Sh-Boom" do The Chords. O sucesso dessas músicas foi significante, e rapidamente os outros grupos começaram a incorpora-lo em 1955, o ano da descoberta do rock and roll. Este ano surgiram diversas canções de doo-wop, como "Sincerely" do The Moonglows, "Earth Angel" do The Penguins, e "Only You" do The Platters. No ano seguinte, o hit "When You Dance" do The Turbans, transformou-se no primeiro hit de doo-wop que usou o riff vocal doo-wop.
Em 1956, as canções doo-wop começaram a ser compostas por batidas mais rápidas. Este elemento mais rápido foi uma forma de atrair um publíco mais novo, composto por adolescentes. Nesta época, o doo-wop estava a ponto de se transformar em um fenômeno nacional nos Estados Unidos. Até esta época, embora muitas canções de doo-wop eram ouvidas em estações de rádio perto das áreas urbanas como Nova Iorque, muitos países não ouviam o estilo ainda. Isto, apesar de um número de considerável de hits doo-wop. O primeiro hit pop foi em 1956, "The Great Pretender" do The Platters.

## O doo-wop alcança a manifestação nacional nos Estados Unidos em 1956
A grande explosão do gênero veio em 1956, quando Frankie Lymon e seu grupo The Teenagers apareceu nacionalmente no show de Frankie Laine em Nova Iorque. Os Estados Unidos assistiram Frankie Lymon and the Teenagers com a sua música "Why Do Fools Fall in Love". Porém, este tipo de música ainda não tinha seu proprio nome, e o anfritião do show Frankie Laine, referiu-lhe como "rock and roll". Curiosamente, a banda que tocou com  Frankie Lymon foi  a própria banda de jazz de Frankie Laine. Como a banda tocava em Ré Maior, Frankie Lymon and the Teenagers cantaram em Mi Maior. Apesar disto, a canção recebeu a alta aclamação. Depois desta realização popular na performance de Frankie Laine, era comum ver canções de doo-wop nos top 5 das paradas de sucesso, às vezes em todos os tops 5. Frankie Lymon fez muitos hits, incluindo "Promise To Remember", "Share", e "I'm Not a Juvenile Delinquent". O doo-wop transformou-se em um dos gêneros mais populares do final dos anos 50 e inicio dos anos 60. Frankie Lymon and the Teenagers criaram uma nova sub-categoria de doo-wop, que ficou conhecido como "kiddie doo-wop", e tornou-se muito popular.
Em 1957, o irmão mais novo de Frankie Lymons, Lewis Lymons começou na cena do doo-wop com seu próprio grupo muito bem sucedido, o The Teenchords. Lewis Lymon and the Teenchords tiveram muitos sucessos em 1957, incluindo "Your Last Chance", "(You Don't Know) Honey Honey", "Tell Me Love", e "I'm So Happy". Outro destes grupos era The Kodaks com o hit "Oh Gee Oh Gosh", e "Runaround Baby. Entretanto, de 1958 em diante, o público começou a favorecer grupos com os vocalistas mais velhos. Alguns destes grupos eram o The Rays com "Silhouettes" em 1957, "Plea in the Moonlight" do The Gaytunes, e "Book of Love" do The Monotones em 1958. Um outro grupo importante no gênero do doo-wop era o Earl Lewis and the Channels, que fez sucesso no nordeste norte-americano com músicas como "The Closer You Are", "The Girl Next Door", "Now You Know" e "Bye Bye Baby".
Os grupos inter-raciais (que incluíam integrantes negros e brancos no mesmo grupo) igualmente faziam a cena. Alguns desses grupos eram o The Del-Vikings que fizeram grande sucesso em 1957 com "Come Go With Me" e "Whispering Bells", o The Crests com "The Angels Listened" em 1960, e os Five Discs com "Never Let You Go" em 1961.O The Timetones também teve alguns hits entre eles "Here In My Heart In" em 1961. Estes grupos entre outros tiveram considerável sucesso.
Os grupos brancos de doo-wop também faziam muito sucesso: o The Mello Kings de 1956 com "Tonight, Tonight", o The Diamonds, com "Little Darlin"'de 1957, o The Castaleers de 1958 com "You're My Dream", o The Skyliners com um grande hit em 1959, "Since I Don't Have You", e em 1960 com "This I Swear", o The Tokens com o hits de 1961 "Tonight I Fell In Love" e "I Love My Baby". O The Excellents com um grande  hit de 1961 "Coney Island Baby".

## O auge do doo-wop ítalo-americano
Em 1958, época de grande sucesso dos grupos de doo-wop ítalo-americanos. Nesta época, fizeram com que os grupos italo-americanos assumissem uma grande parte do gênero desde 1959 até o final da era doo-wop, em 1964. Embora alguns negros se importassem mais com a sua nova criação, a soul music, esse seria um dos motivos para o sucesso dos grupos de doo-wop ítalo-americanos, mais não seria a única razão para o grande sucesso do doo-wop ítalo-americano.Os ítalo-americanos eram cantores extremamente talentosos e igualmente surgidos na áreas urbanas. Alguns exemplos são Dion DiMucci and the Belmonts e os The Bronx. Assim como os americanos os italianos era geralmente muito religiosos. Cantaram em sua parte nas igrejas católicas, o que lhes deu muita experiência do canto. No final dos anos 50, grupos de doo-wop italo-americanos eram vistos nas esquinas das cidades urbanas, especialmente em Nova Iorque, principalmente no Bronx e no Brooklin. Alguns grupos ítalo-americanos fizeram grande sucesso como o Dion and the Belmonts em 1958, com "A Teenager In Love",o The Capris com "There's A Moon Out Tonight" em 1960 alem dos grupos The Elegants, The Mystics, The Duprees, Vito & The Salutations, The Del Satins, e o Frankie Valli and the Four Seasons com seu grande hit "Sherry" em 1962. Outros grupos italo-americanos conhecidos eram o Dino and the Diplomats, The Four Jays, The Essentials, e o Randy and the Rainbows com seu hit de 1963 "Smash, Denise".
Em 1961 foi o auge do doo-wop com o hit do The Marcels "Blue Moon". Houve um renascimento da formulá das sílabas absurdas do doo-wop no início dos anos 60, com gravações do The Marcels, The Rivingtons, e Vito & The Salutations. Alguns anos depois, o gênero tinha chegado a etapa auto-referencial, com canções sobre cantores como "Mr. Bass Man " de Johnny Cymbal, e "The Songwriters" e "Who Put the Bomp?" de Barry Mann de 1961. O doo-wop permaneceu popular até a Invasão Britânica de 1964.

## Número total de gravações
Durante a época de gravações, entre 1939 a 1964, muitos grupos de doo-wop produziram diversas canções. No final dos anos 50 e início dos anos 60, devido a sua popularidade, algumas estações de rádios foram inundadas com o novo doo-wop, mas nem todas as canções puderam ser colocadas no ar. Por causa deste fato, muitas canções de alta qualidade não foram postas no ar, e algumas ainda estão sendo lançadas atualmente em coletâneas em CD. Algumas canções de doo-wop que nunca foram tocadas ainda estão sendo descobertas. Muitas canções de doo-wop que foram gravadas de 1939 até 1964 ainda são desconhecidas. Algumas estimativas chegam à 30.000 canções gravadas.

## Popularidade

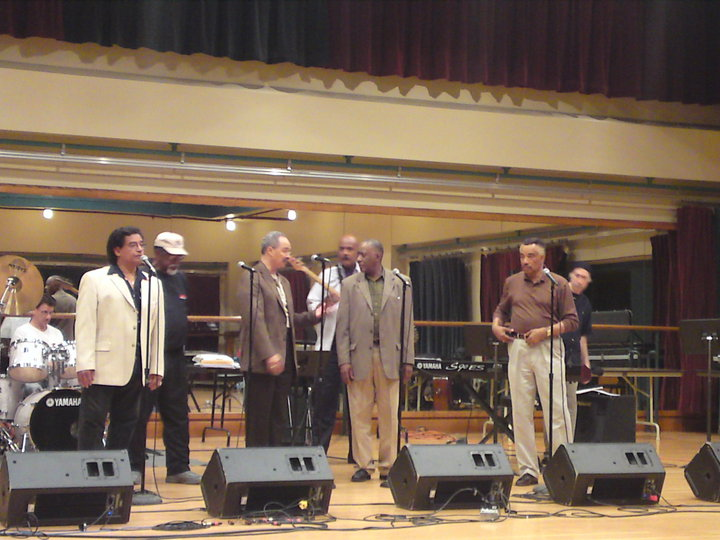
The Cleftones durante sua participação no festival doo-wop, comemorado em maio de 2010 no Benedum

Os grupos Doo-wop alcançaram sucessos nas paradas de R&B de 1951, como "Sixty Minute Man", de Billy Ward and His Dominoes, "Where Are You?" por The Mello-Moods, "The Glory of Love", de The Five Keys, "Shouldn't I Know", de The Cardinals.
Em 1954, os grupos doo-wop tiveram um papel significativo na época do rock and roll, quando dois grandes hits de rhythm and blues dos grupos de harmonia vocal, "Gee", de The Crows, e "Sh-Boom", de The Chords, passaram para as paradas de música pop. "Only You", do grupo pop The Platters. No mesmo ano, houve um sucesso nas paradas pop, "The Great Pretender" do The Platters. Em 1956, Frankie Lymon and The Teenagers apareceram no programa Frankie Laine em Nova York, que foi televisionado nacionalmente, apresentando seu hit "Why Do Fools Fall in Love?". Frankie Laine se referiu a ele como "rock and roll"; A juventude extrema de Lymon atraiu um público jovem e entusiasmado. Sua série de sucessos incluiu: "I Promise to Remember", "The ABC's of Love" and "I'm Not a Juvenile Delinquent".
O pico de doo-wop poderia ter sido no final dos anos 50. No início dos anos 1960, os sucessos mais notáveis foram "Runaround Sue" de Dion, "The Wanderer", "Lovers Who Wander" e "Ruby Baby" e "Blue Moon" do The  Marcels. Houve um renascimento da forma sem sentido de sílaba doo-wop no início dos anos 1960, com gravações populares de The Marcels, The Rivingtons e Vito & the Salutations. O gênero chegou ao estágio autorreferencial, com canções sobre os cantores ("Mr. Bass Man", de Johnny Cymbal) e os compositores ("Who Put the Bomp?", De Barry Mann), em 1961.

## Influência de Doo-wop
Outros grupos pop de R&B, incluindo The Coasters, The Drifters, The Midnighters e The Platters, ajudaram a conectar o estilo doo-wop ao mainstream e ao futuro som da soul music. O estilo é ouvido na música de The Miracles, particularmente em seus primeiros sucessos, como "Got A Job" (uma canção de resposta para "Get a Job"), "Bad Girl", "Who's Loving You", "(You Can) Depend on Me", and "Ooo Baby Baby". O estilo também é ouvido nos primeiros dias do The Famous Flames, liderado por James Brown, o grupo gravou vários hits doo-wop, incluindo "Please, Please, Please", "Oh Baby Don't You Weep", "Bewildered", "I Don't Mind" e uma versão cover Think! do "The 5 "Royales", todos que entraram o no Top 10, bem como no número 1 de parada de R&B, Try Me.
A influência de Doo-wop continuou nos grupos de soul, pop e rock dos anos 1960. Doo-wop foi um precursor de muitos dos estilos musicais afro-americanos vistos hoje. Evoluído do pop, jazz e blues, o doo-wop também influenciou muitos dos principais grupos de rock and roll que definiram as últimas décadas do século XX. Doo-wop lançou as bases para muitas inovações musicais.

A influência de Doo-wop continuou nos grupos de soul, pop e rock dos anos 1960, incluindo The Four Seasons, girl groups e artistas de surf music vocal, como The Beach Boys. No caso dos Beach Boys, a influência doo-wop é evidente no hit inicial "Surfer Girl" e nos álbuns gravados em sua fase psicodélica, durante os quais o grupo experimentou e inovou com a voz humana como instrumento em um esforço auto-descrito para "expandir a harmonia vocal moderna".

## Revivals

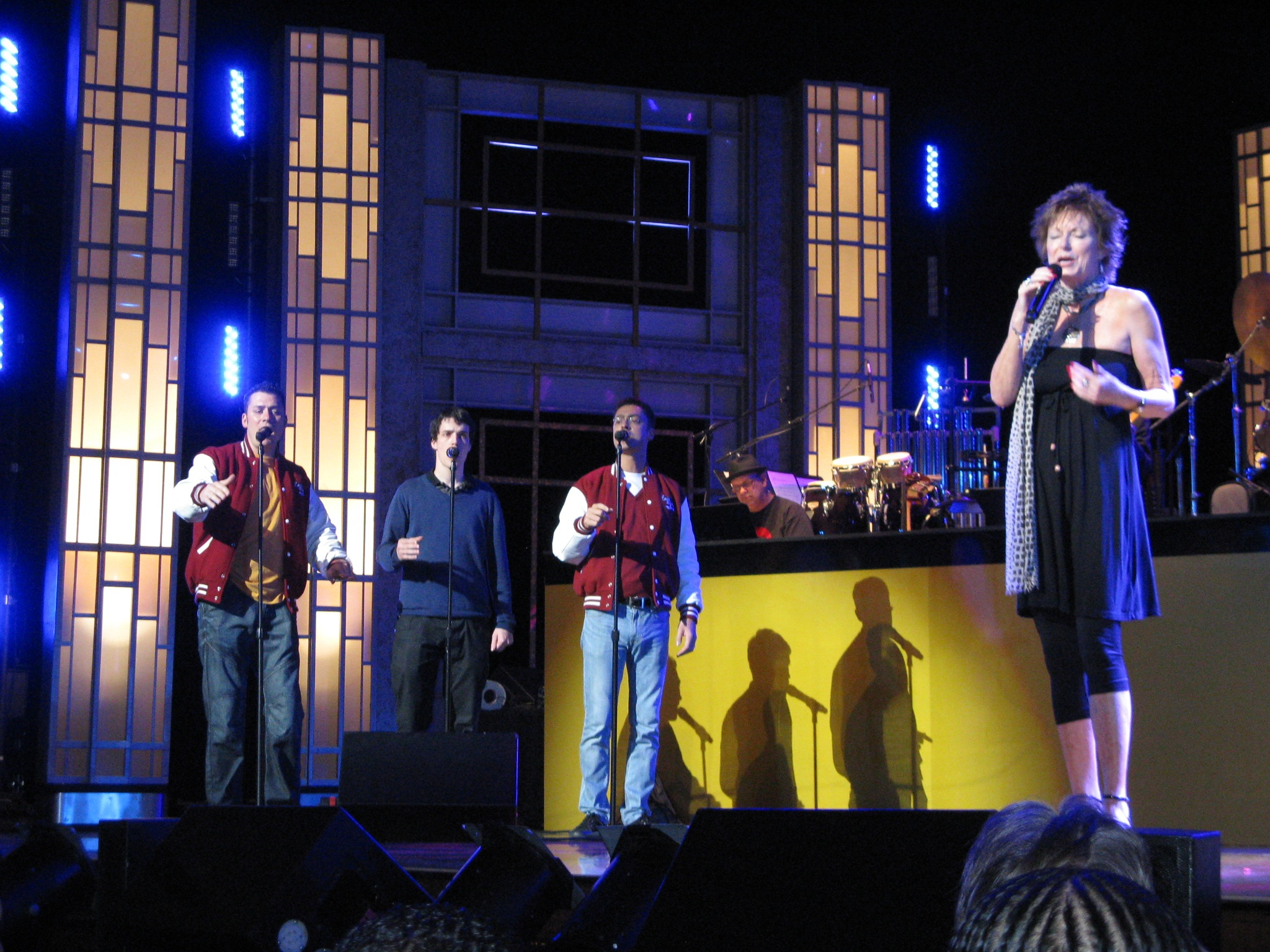
Kathy Young, com o grupo The Earth Angels, apresentando o sucesso A Thousand Stars, de Kathy, durante o festival dedicado gênero, comemorado no Benedum Center for the Performing Arts em Pittsburgh, Pensilvânia, em maio de 2010

O doo-wop renasceu em vários momentos nos anos 1970, 1980 e 1990. Seus principais artistas vinham de áreas urbanas como Nova Iorque, Chicago, Filadélfia, Newark, Los Angeles, entre outras. O renascimento do doo-wop manteve o interesse das pessoas nesse tipo de música. Os grupos fizeram novas versões de doo-wop, com grande sucesso durante estes anos. A parte da cena regional das canções praianas ou shag music, centrada nas Carolinas (do Norte e do Sul) e nos estados vizinhos, inclui as gravações clássicas originais e novas versões numerosas durante estes anos.
Outros artistas tiveram sucessos influenciados por doo-wop ou influenciado pelo doo-wop nos últimos anos, como , a versão de "The Lion Sleeps Tonight" de Robert John de 1972, o Led Zeppelin em 1973 com "D'yer Mak'er", David Bowie, em 1973, com o hit "Drive-In Saturday", Billy Joel em 1983 com "The Longest Time", Frank Zappa em 1981 com "Fine Girl", o Electric Light Orchestra, em 1977, com "Smash Telephone Line"o hit de 1978 de Toby Beau "My Angel Baby" e o hit de 1984 de Billy Joel "The Longest Time" " Bandas de soul e funk como Zapp ("Doo Wa Ditty (Blow That Thing)") lançaram o novo estilo Doo Wop. 
Bandas de horror punk como o Misfits incluíram nas suas primeiras músicas canções doo-wop. Um doo-wop de grande repercussão nos anos 1990 foi "It's Alright" de Huey Lewis and the News, que alcançou o número 6 na Billboard norte-americana em junho de 1993, era um cover do Top 5 de 1963 do The Impressions. Ele alcançou o número 6 na parada contemporânea da Billboard Adult dos Estados Unidos em junho de 1993.. O disco By The Way, lançado em 2002 pela banda Red Hot Chili Peppers, tem grande influência do doo-wop. Entretanto, é em lados B do álbum que a inspiração fica mais nítida. Exemplos são as faixas "Someone", "Body Of Water", "Out Of Range" e a versão de "Teenager In Love", originalmente gravada por Dion and the Belmonts.
Os nomes das bandas era inspirados em pássaros (por exemplo, The Orioles, The Ravens, The Cardinals, The Crows, The Swallows, The Larks, The Flamingos) ou em carros (The Edsels, The Cadillacs, The Fleetwoods, The Impalas). O doo-wop é popular entre os grupos escolares devido a sua adaptação fácil e formato vocal. O doo-wop recentemente experimentou um ressurgimento na popularidade com programas de concerto doo-wop de P.B.S como Doo-Wop 50, Doo Wop 51, Rhythm and Rock, e Doo Wop.. 
Bruno Mars e Meghan Trainor são dois exemplos de artistas atuais que incorporam música doo-wop em seus discos e apresentações ao vivo. Mars diz que "tem um lugar especial no coração da música old school". A cena doo-wop da década de 1950 é paralela à da formação da cena do hip-hop, iniciada no final da década de 1970, mas espelhando particularmente o surgimento da cultura da década de 1990 na medida em que "é (em sua forma autêntica) um música de rua comercial perseguida pelo grupo e para o grupo (afro-americanos). Em um contexto mais amplo, envolve uma forma competitiva masculina de dança (break), sua própria gíria e código de vestimenta, além de outras formas emotivas relacionadas, como a arte do grafite".